# Osmoxylon boerlagei
Osmoxylon boerlagei är en araliaväxtart som först beskrevs av Otto Warburg, och fick sitt nu gällande namn av William Raymond Philipson. Osmoxylon boerlagei ingår i släktet Osmoxylon och familjen Araliaceae. Inga underarter finns listade.